# Македонска сълза
 Тази статия е за вестника, излизал в Горна Джумая.  За списанието, излизало в Чирпан, вижте Македонски сълзи.  
„Македонска сълза“ с подзаглавие Независим орган на македонските бежанци е български вестник, излизал в Горна Джумая в 1919 – 1920 година.
| Годишнина | Броеве | Дата                        |
| --------- | ------ | --------------------------- |
| I         | 1 – ?  | 6 декември 1919 – март 1920 |

Вестникът е първият в града и излиза всяка сряда и събота. Печата се в печатница „Гутенберг“ на Никола Деведжиев. Редактиран е от Ташко Комитов – отговорен редактор и Йордан Шурков, редактор.
В първия брой е отпечатана програмата и целите, които си поставя вестникът. Уводната статия завършва така:
| „ | „Македонска сълза“ ще бъде знамето ни. Тя ще бъде отзив на наболялата душа на македонеца роб, тя ще бъде неговият страж, който ще бълва огън и жупел в лицето на неговите неприятели, тя ще издигне високо глас на живот и свобода, ще посочва извора на мизерията, в която е хвърлен. Нейната програма е: хляб и свобода! | “ |

Във вестника излизат материали за българите бежанци от Македония.
От вестника са запазени само 5 броя до 25 декември 1919 година, но по спомени на сътрудници той излиза до март 1920 година.